# Anchon pontifex
Anchon pontifex är en insektsart som beskrevs av Capener 1972. Anchon pontifex ingår i släktet Anchon och familjen hornstritar. Inga underarter finns listade i Catalogue of Life.